# George Goldie
George Goldie (York, 9 giugno 1828 – Saint-Servan-sur-Mer, 1º marzo 1887) è stato un architetto inglese.

## Biografia
Goldie nacque a York, nipote dell'architetto Joseph Bonomi il vecchio. Studiò al St Cuthbert ' s College, Ushaw, contea di Durham.
Si formò come architetto con John Grey Weight e Matthew Ellison Hadfield di Sheffield, dal 1845 al 1850, e successivamente lavorò in partnership con loro. Dopo che Weightman ha lasciato la partnership nel 1858, Hadfield e Goldie rimasero in partnership per altri due anni. Goldie poi rimase da solo fino al 1867 quando Charles Edwin Child (1843-1911) si unì a lui in partnership.
Nel 1880 il figlio di Goldie, Edward (1856-1921) entrò in partnership, essendo stato prima apprendistato nel 1875. Il lavoro di Edward Goldie comprende Hawkesyard Priory in Armitage, Staffordshire, costruito per l'ordine domenicano 1896-1914, e la Chiesa del Santissimo Redentore e St Thomas More, Chelsea, costruito nel 1895.
Goldie morì a Saint-Servan, in Bretagna e fu sepolta a Saint-Jouan-des-Guérets.

## Opere
- St Wilfrid's, York

- Chiesa di San Pancrazio (Ipswich)

- St Patrick's Church, Bradford

- St Mungo's Church, Glasgow

- Cattedrale dell'Immacolata Concezione

- Sacred Heart Church, Liverpool

- St Joseph and St Francis Xavier Church

- St Joseph's College, Mark Cross

- St Luke's Church, Kew